# Zalakaros
Zalakaros – miasto na Węgrzech, w komitacie Zala. W styczniu 2011 liczyło 1791 mieszkańców.

## Miasta partnerskie
- Puchheim, Niemcy
- Asperhofen, Austria
- Olesno, Polska